# Gladiolus schweinfurthii
Gladiolus schweinfurthii là một loài thực vật có hoa trong họ Diên vĩ. Loài này được (Baker) Goldblatt & M.P.de Vos miêu tả khoa học đầu tiên năm 1989 publ. 1990.